# Боробино
Боробино — деревня в Тулунском районе Иркутской области России. Входит в состав Октябрьского муниципального образования. Находится примерно в 44 км к северо-востоку от районного центра — города Тулун.

## Население
| 2002 | 2010 | 2011 | 2012 |
| ---- | ---- | ---- | ---- |
| 52   | ↘39  | →39  | →39  |

По данным Всероссийской переписи, в 2010 году в деревне проживало 39 человек (21 мужчина и 18 женщин).